# Communauté de communes de Vercors Isère
Pour les articles homonymes, voir Vercors.
La communauté de communes de Vercors Isère était une communauté de communes française, située dans le département de l'Isère et la région Rhône-Alpes.
Depuis le 1er janvier 2013, la Communauté de communes de Vercors Isère a rejoint la Communauté de communes de Vinay pour former la Communauté de communes Chambaran Vinay Vercors.

## Composition
La communauté de communes regroupait 3 communes :
| Nom                             | Code Insee | Gentilé          | Superficie (km2) | Population (dernière pop. légale) | Densité (hab./km2) |
| ------------------------------- | ---------- | ---------------- | ---------------- | --------------------------------- | ------------------ |
| Saint-Quentin-sur-Isère (siège) | 38450      | Saint-Quentinois | 19,45            | 1 368 (2014)                      | 70                 |
| La Rivière                      | 38338      | Riverains        | 18,45            | 781 (2014)                        | 42                 |
| Montaud                         | 38248      | Montaudains      | 14,59            | 537 (2014)                        | 37                 |

## Historique
Dans le cadre de la réforme territoriale engagée par l'état, la Communauté de Communes Vercors Isère (C.C.V.I) a fusionné au 1er janvier 2013 avec la Communauté de Communes de Vinay (C.C.V) pour donner naissance à La Communauté de Communes Chambaran Vinay Vercors (3C2V).

### Sources
- Le SPLAF